# Kurki (powiat działdowski)
Kurki (niem. Kurkau) – wieś w Polsce położona nad rzeką Wkra w województwie warmińsko-mazurskim, w powiecie działdowskim, w gminie Działdowo.
W latach 1954–1957 wieś należała i była siedzibą władz gromady Kurki, po jej zniesieniu w gromadzie Działdowo. W latach 1975–1998 miejscowość należała administracyjnie do województwa ciechanowskiego.